# G City

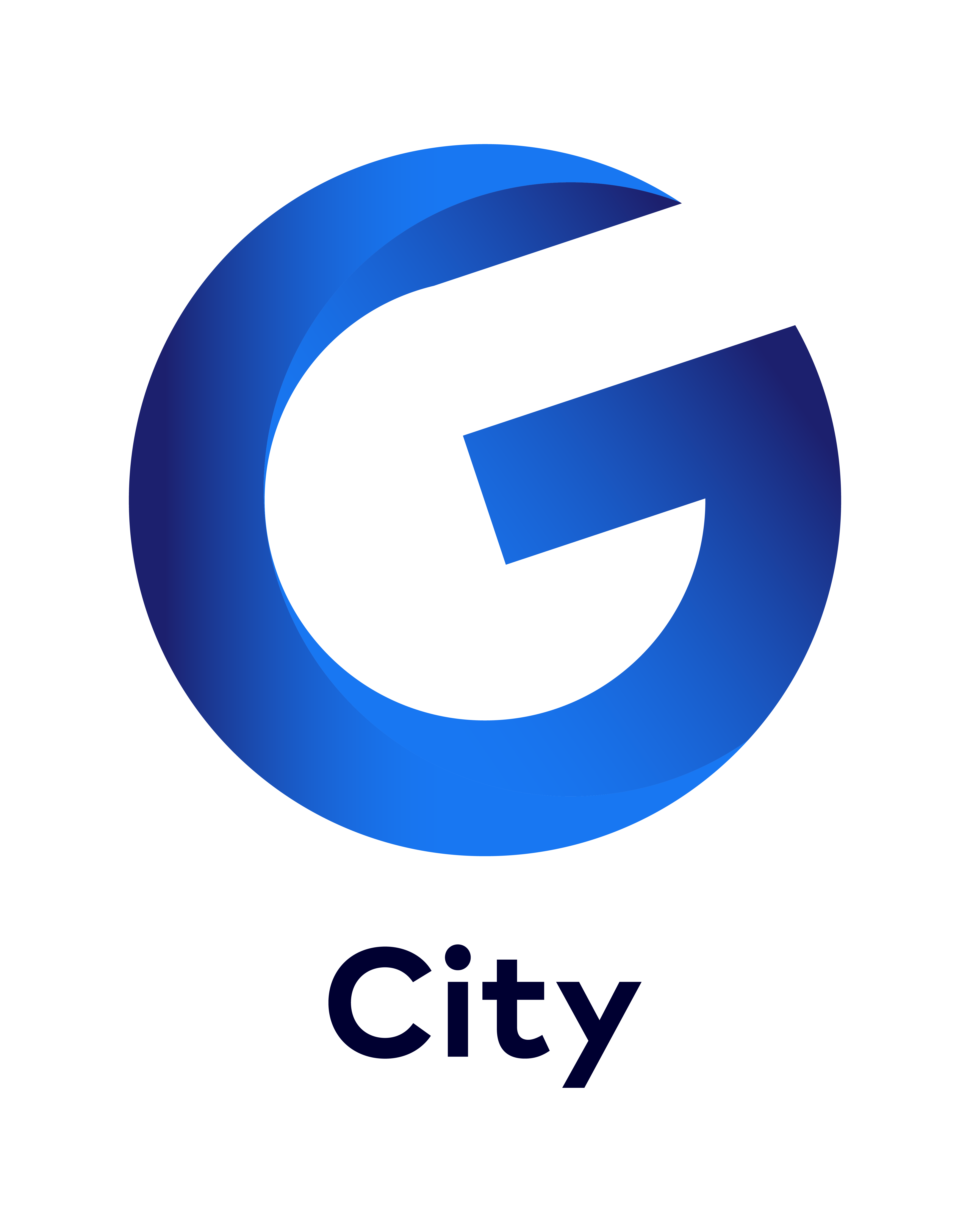

G City Ltd. ist ein israelisches Immobilienunternehmen, das als Eigentümer, Betreiber und Entwickler von Einkaufszentren, Mietwohnungsanlagen und Büroflächen in Israel, Europa, Nordamerika und Brasilien tätig ist. Die vormals als Gazit-Globe firmierende Unternehmensgruppe ist an der Börse in Tel Aviv notiert (GCT). In den elf Ländern, in denen G City aktiv ist, werden in 90 betriebenen Objekten rund 1,8 Millionen Quadratmeter Bruttomietfläche angeboten.

## Geschichte
Gazit-Globe wurde 1982 gegründet. Seit 1991 wird das Unternehmen von Chaim Katzman (* 1949) geleitet, der sich 1922 in das Unternehmen als Gesellschafter einkaufte. 1992 wurden Anteile an Equity One erworben. Equity One hatte 1998 einen Börsengang an der New Yorker Börse. Gazit behielt einen Teilbesitz an dem Unternehmen. Im Jahr 2004 erwarb Gazit 33 % von Citycon, einem börsennotierten finnischen Immobilienunternehmen, das sich auf Gewerbeimmobilien in Skandinavien konzentriert. In den folgenden Jahren erhöhte Gazit seinen Anteil auf heute (2025) 49,6 %. Im Jahr 2005 erfolgte die erste Akquisition in Israel. Im August 2008 übernahm Gazit den in Schwierigkeiten geratenen europäischen Immobilienentwickler Meinl European Land, der nach Namensänderungen heute unter G City Europe firmiert. Der Erwerb stärkte Gazits Position in Osteuropa. Im gleichen Jahr wurde in Brasilien gestartet. Im Dezember 2011 ging Gazit an die New Yorker Börse (GZT); dabei wurde ein Erlös von 81 Millionen US-Dollar erzielt. Im Oktober 2013 folgte die Notierung an der Toronto Stock Exchange (ebenfalls GZT). Die Notierung an den beiden Börsen wurde am 27. September 2018 bzw. am 11. März 2019 zurückgezogen.
Im Jahr 2022 geriet das Unternehmen wegen des hohen Verschuldungsgrades und steigender Zinsen in finanzielle Probleme. Aufgrund einer entsprechenden Abwertung des Titels an der Börse drohte eine Übernahme durch die konkurrierende Unternehmensgruppe Israel Canada. Über den Verkauf von Vermögenswerten in Osteuropa (u. a. des Optima Shopping Centers in Košice/Slowakei und des Atrium Copernicus Shopping Centers in Toruń/Polen) konnte G City seinen Schuldenstand deutlich verringern. Da Preise zu Buchwerten realisiert werden konnten, gewann das Unternehmen das Vertrauen von Investoren und Gläubigern zurück.

## Verbundene Unternehmen
In den Vereinigten Staaten operiert G City über das 100%ige Tochterunternehmen Gazit Horizons. Es werden vorwiegend Objekte in Miami und Boston betrieben. Ebenfalls zu 100 % gehört G City Europe zur Gruppe, hier fokussiert sich das Unternehmen mittlerweile (Stand 2025) nur noch auf Objekte in Polen und Tschechien. Gazit Brazil befindet sich zu 81,9 % im Besitz von G City. Citycon betreibt Shopping Malls, Büros und Wohnanlagen in Estland, Finnland, Schweden, Dänemark und Norwegen; G City hält 49,6 % der Anteile.

## Auswahl aus dem Immobilienportfolio

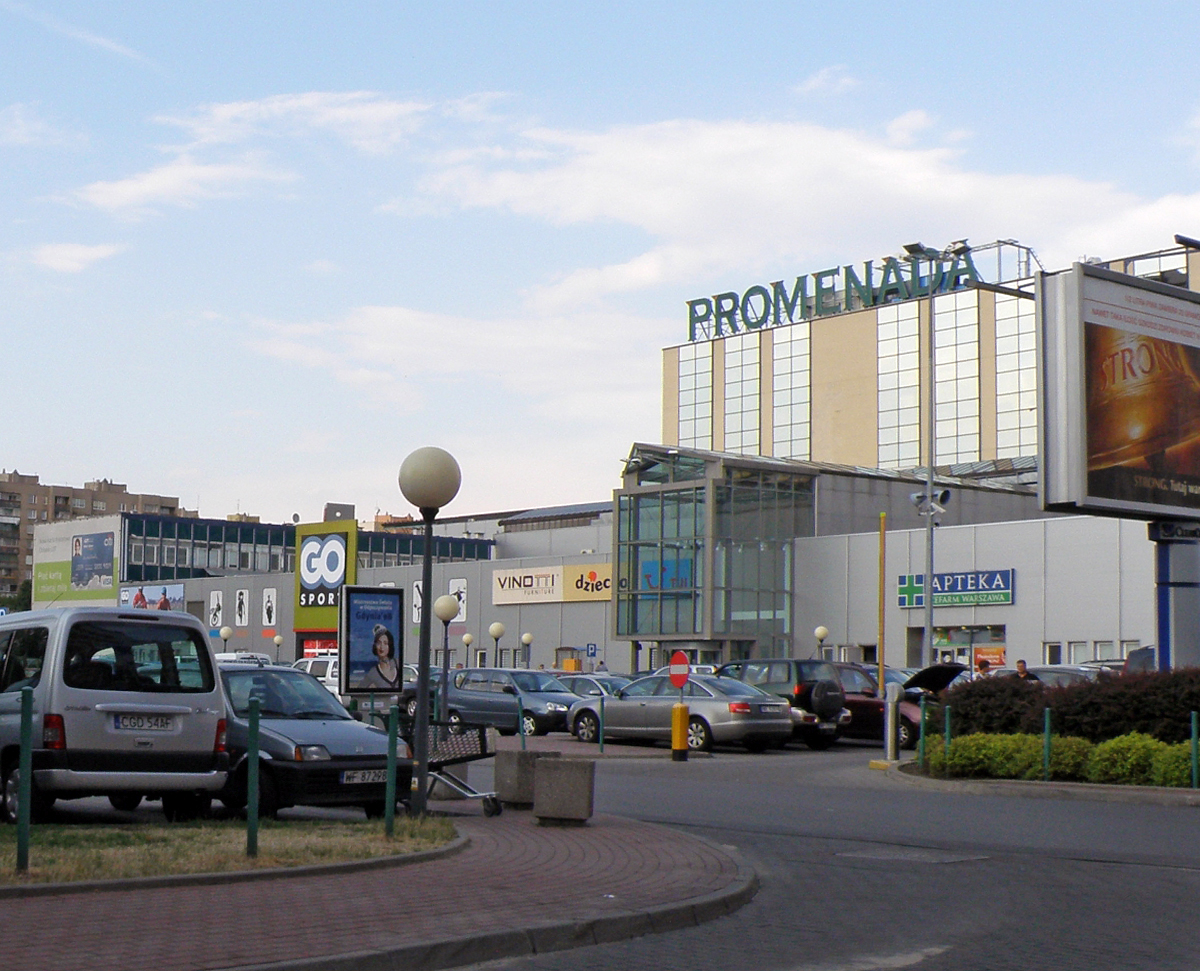
Promenada Einkaufszentrum in Warschau, Polen
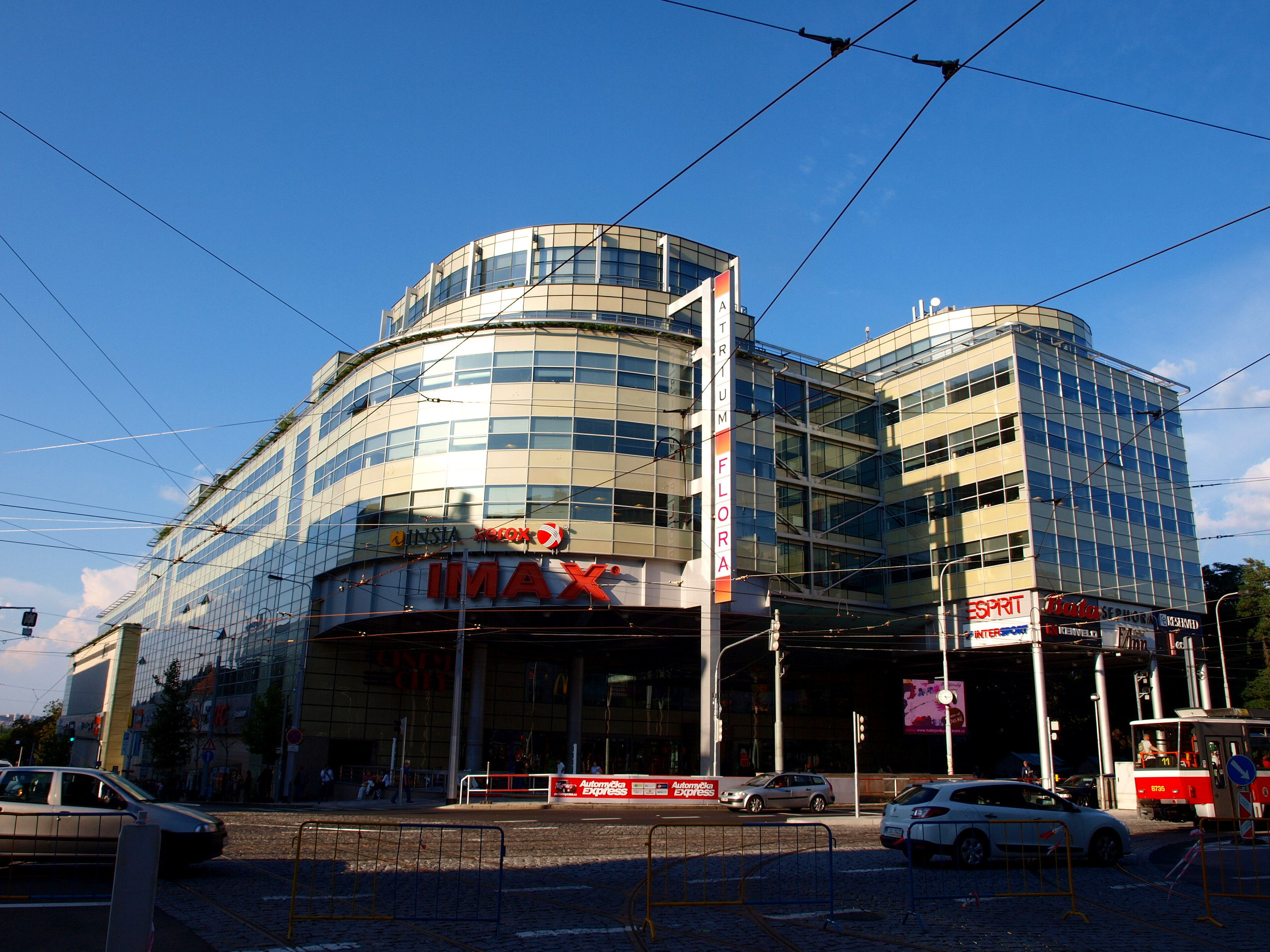
Atrium Flora Einkaufszentrum in Prag, Tschechien
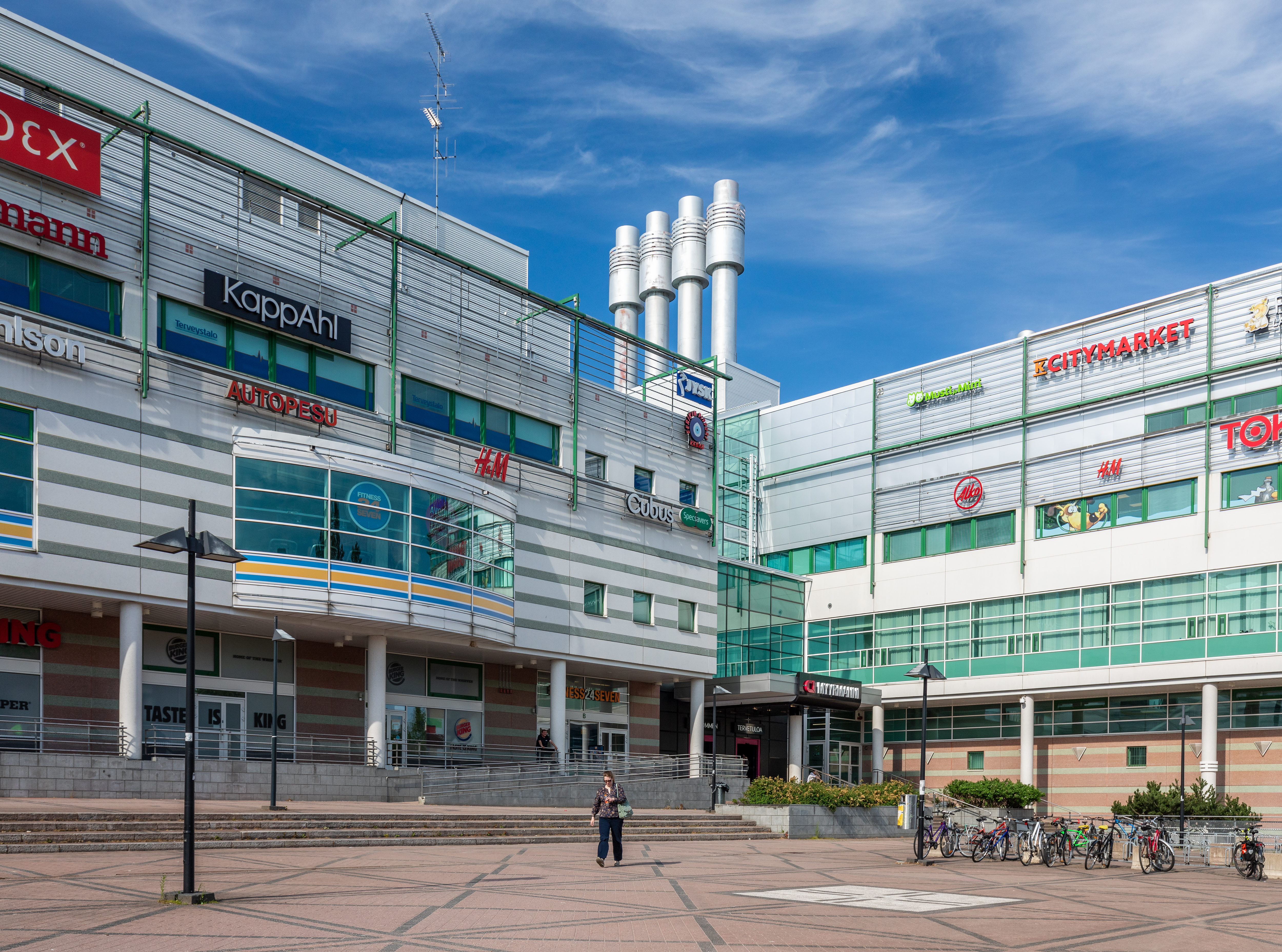
Myyrmanni Einkaufszentrum in Vantaa, Finnland
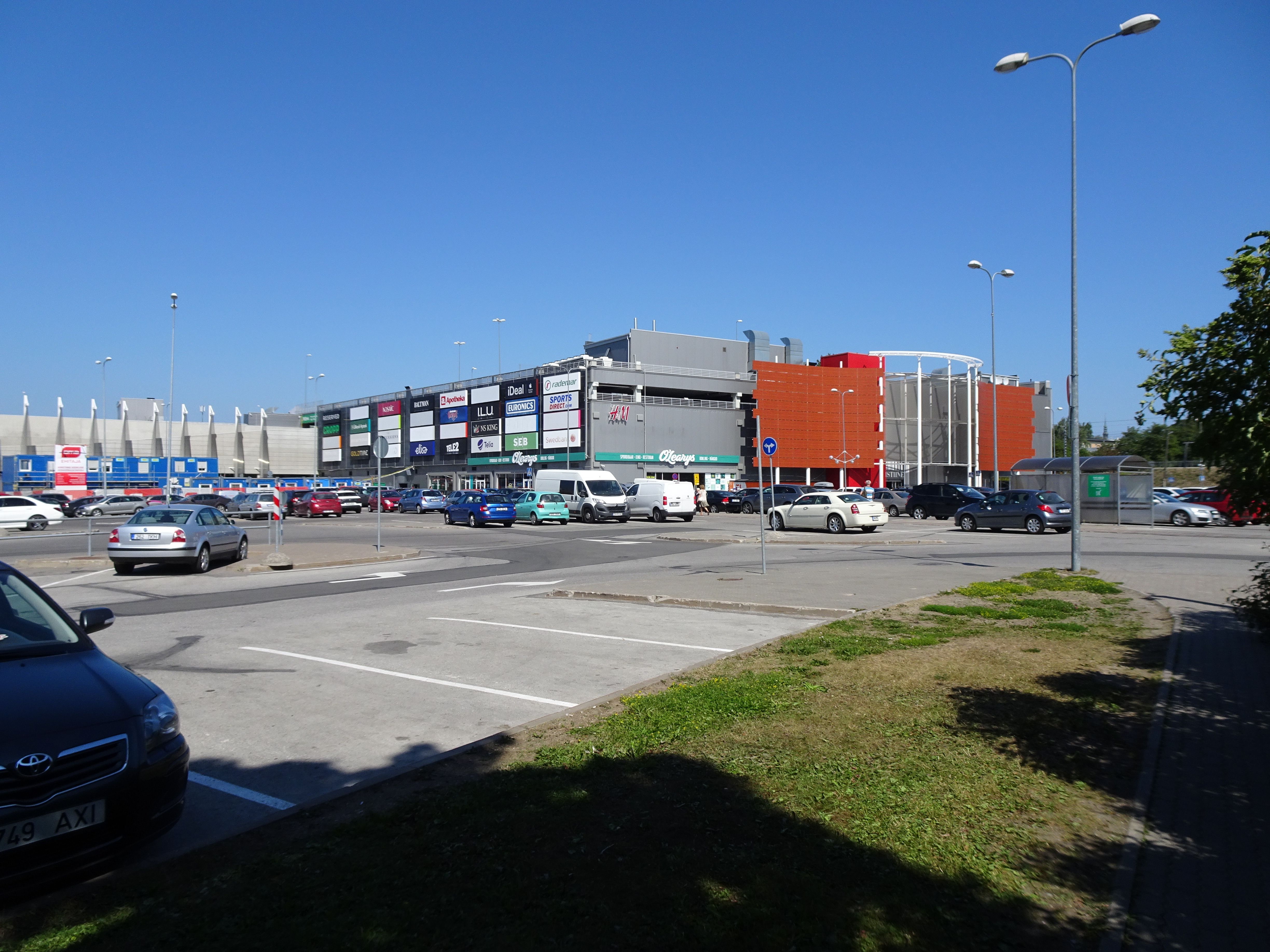
Kristiine Keskus Einkaufszentrum in Tallinn, Estland
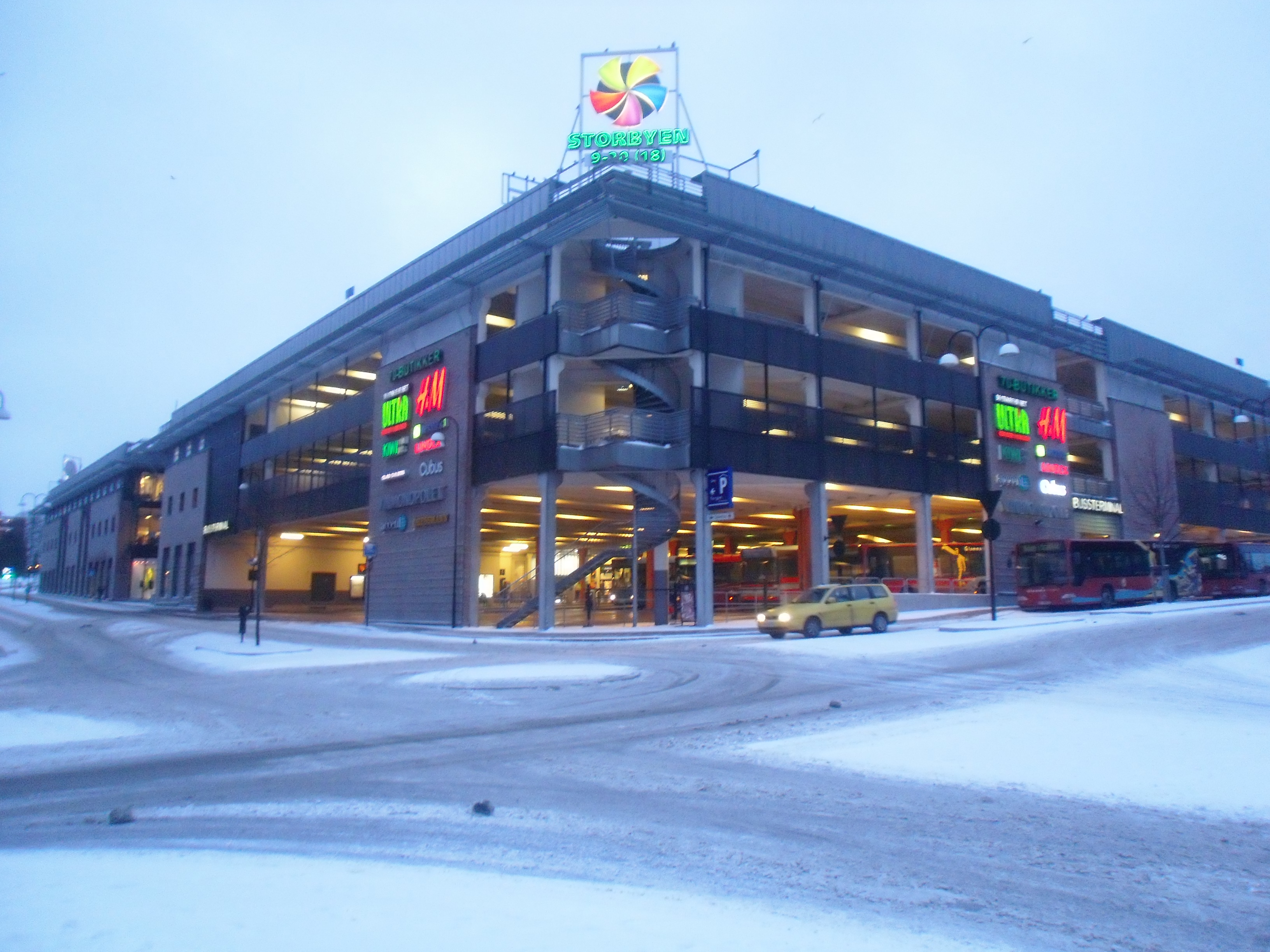
Storbyen Einkaufszentrum in Østfold, Norwegen
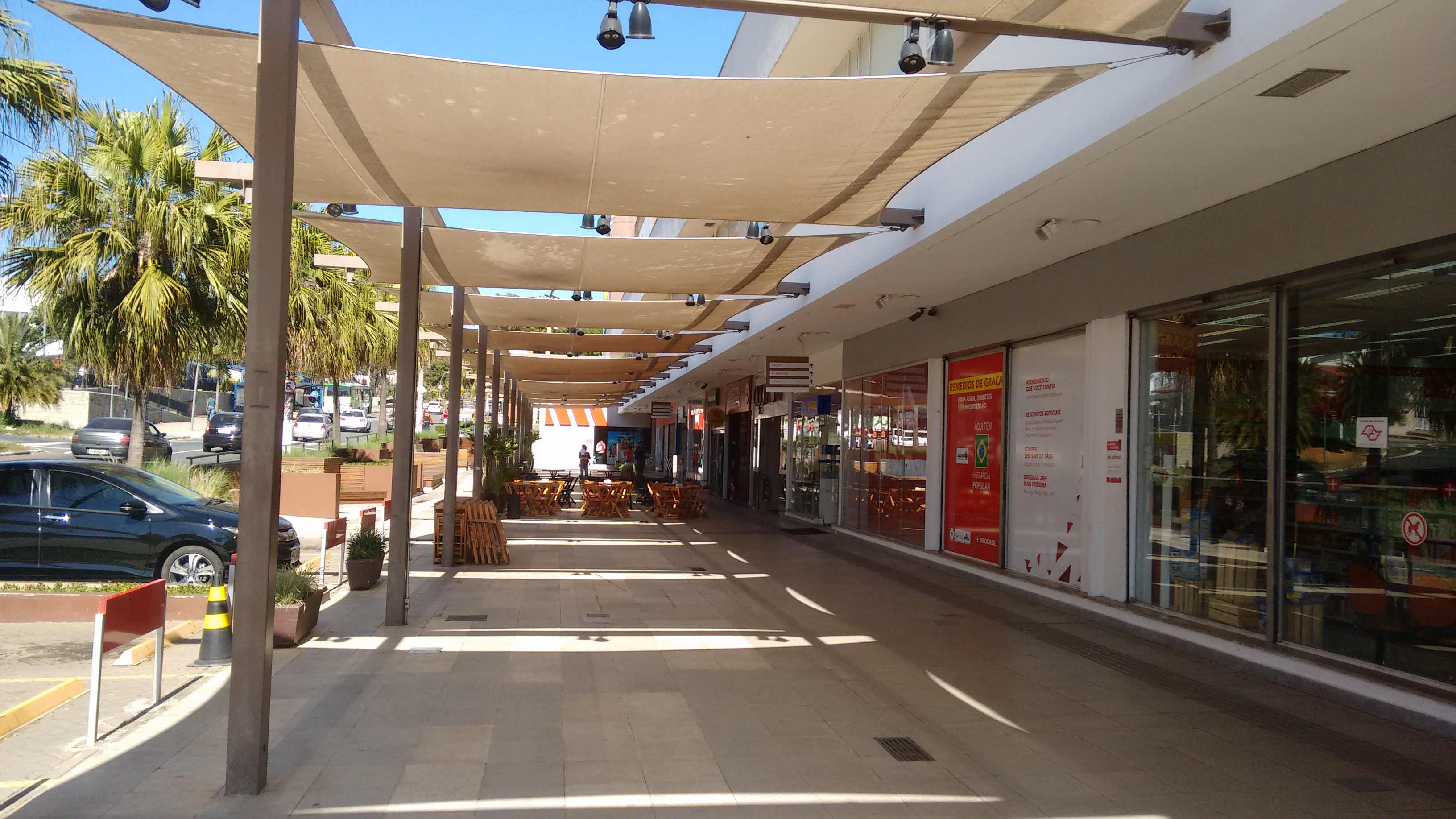
Shopping Prado Boulevard in São Paulo, Brasilien
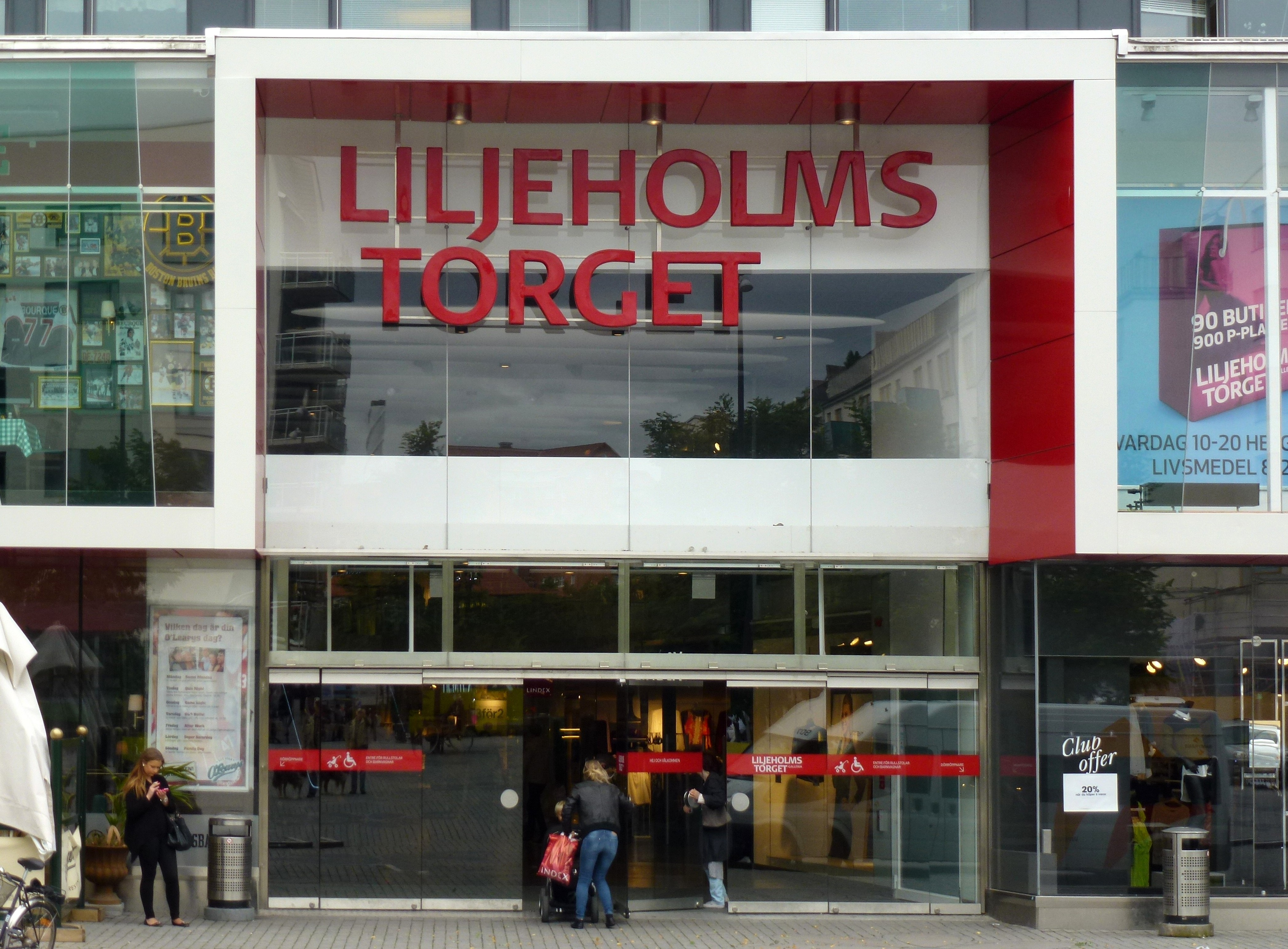
Liljeholmstorget Galleria in Liljeholmen, Schweden
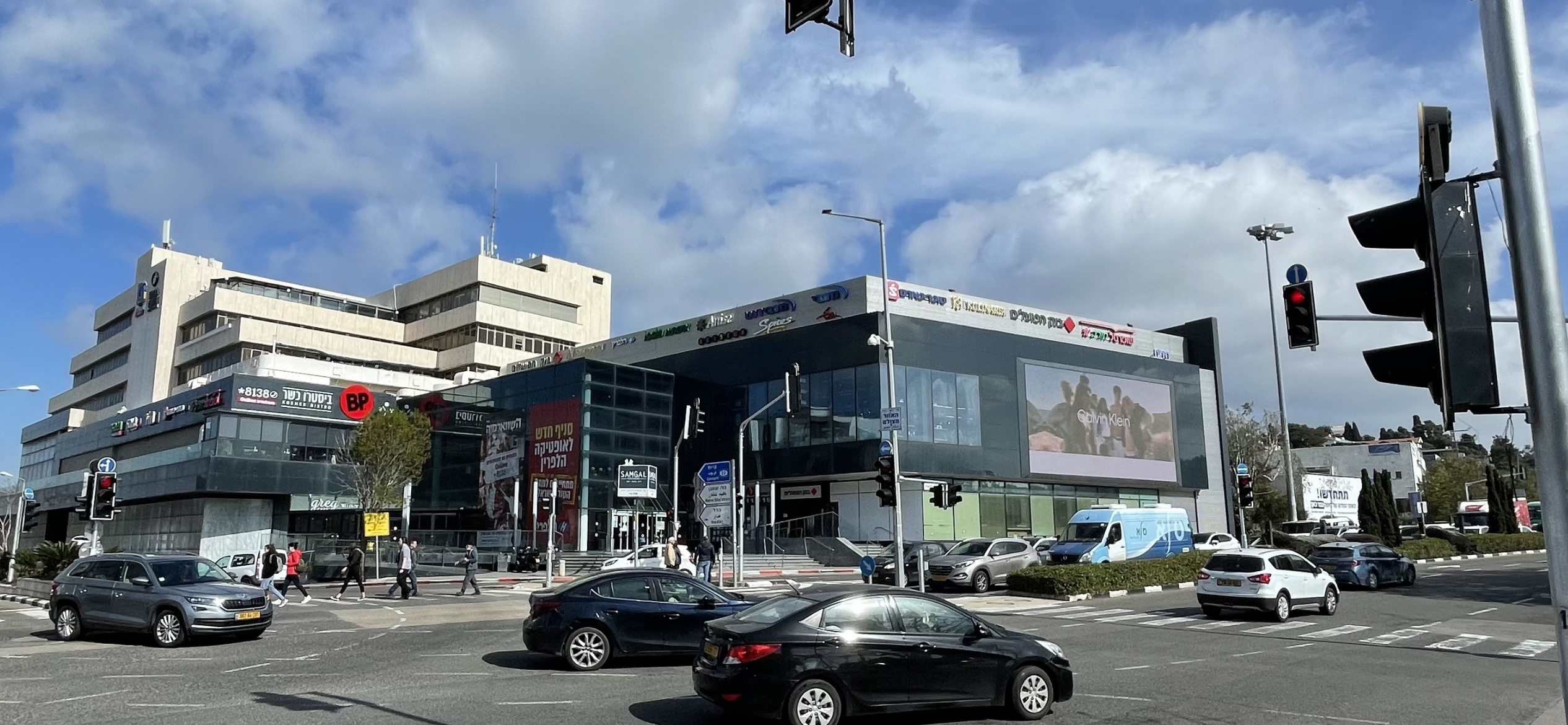
Horev Center in Haifa, Israel
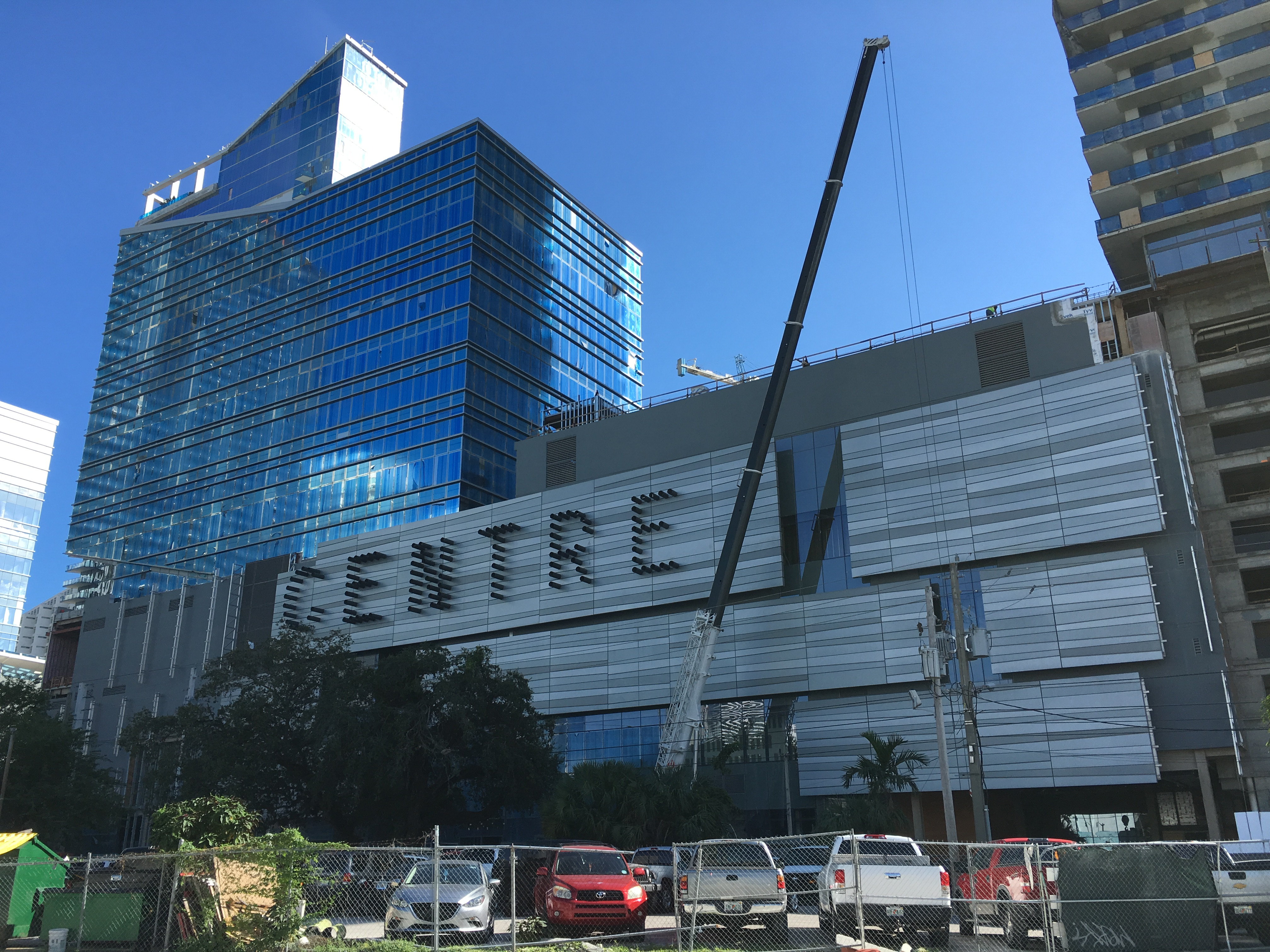
Brickell City Centre in Miami, USA
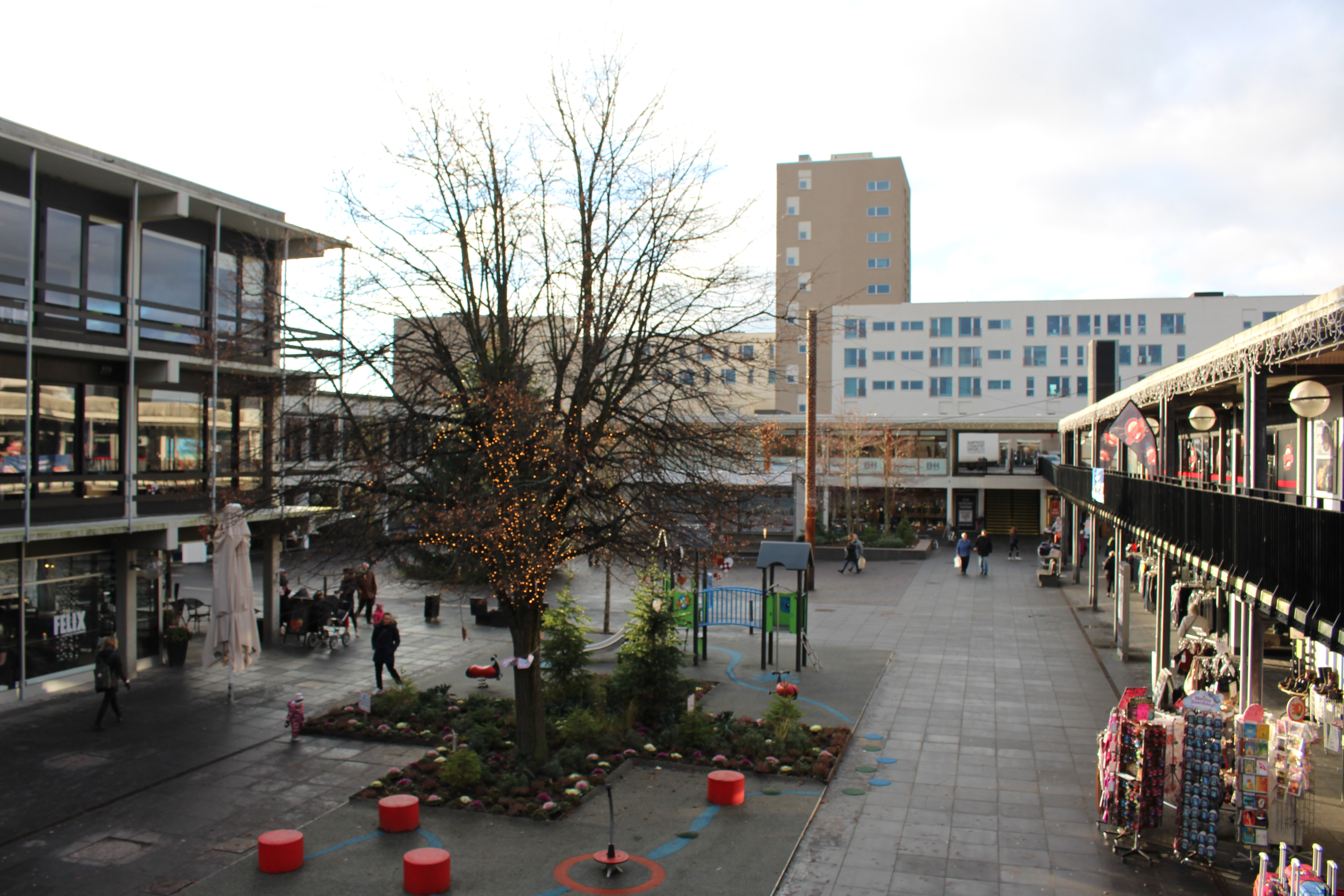
Albertslund Centrum in Albertslund, Dänemark
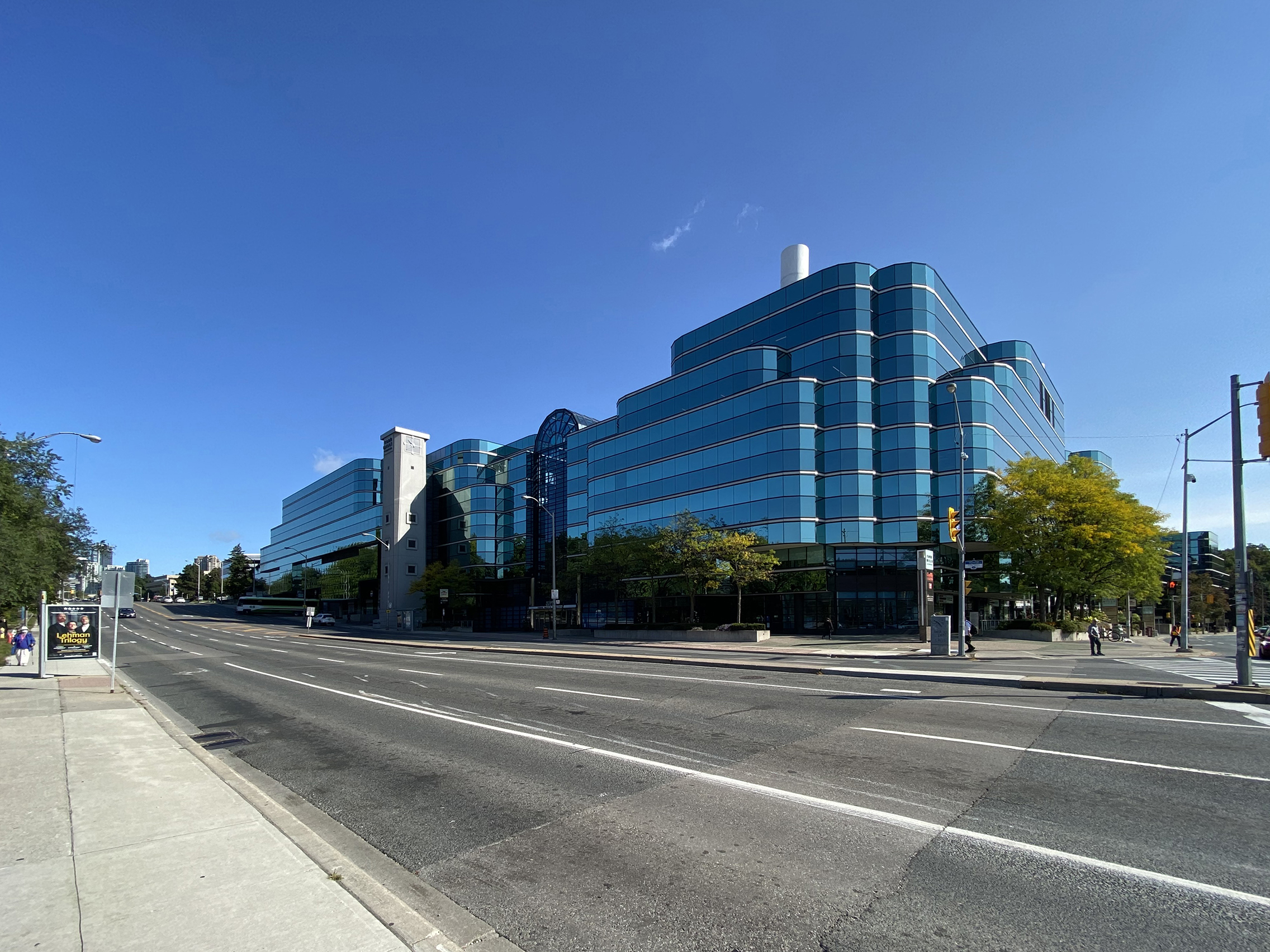
York Mills Centre in Toronto, Kanada